# Casa de Zachariah Allen
La Casa de Zachariah Allen es una casa histórica en 1093 Smith Street en la ciudad Providence, la capital del estado de Rhode Island (Estados Unidos). Construido en 1789 por Amos Allen para su hermano Zachariah Allen, es una de estructura de madera de dos pisos y medio, cinco tramos de ancho, con una entrada central y una gran chimenea central. Es un ejemplo bien conservado de una casa de transición de estilo georgiano-federal, que ha conservado los materiales de revestimiento originales en el exterior y el acabado de la madera en el interior. Sus principales modificaciones incluyen la instalación del siglo XX de nuevos pisos de madera, así como plomería y cocina modernas. Zachariah Allen era en ese momento un comerciante exitoso y la casa fue construida como un retiro de verano en lo que en ese momento era una zona rural.
El edificio fue incluido en el Registro Nacional de Lugares Históricos en 1994.